# Hrachoviště (přírodní rezervace)
Hrachoviště je přírodní rezervace poblíž obce Božejov v okrese Pelhřimov v nadmořské výšce 568–578 metrů. Oblast spravuje Krajský úřad Kraje Vysočina. Důvodem ochrany je soubor vodních, mokřadních, lesních a lučních ekosystémů zahrnujících početnou skupinu zvláště chráněných druhů.
Nejvýznamnější rostliny: bublinatka jižní (Utricularia australis), rdest vzplývavý (Potamogeton natans), vachta trojlistá (Menyanthes trifoliata), vrba rozmarýnolistá (Salix rosmarinifolia)
Nejvýznamnější živočichové:	skokan hnědý (Rana temporaria), skokan zelený (Pelophylax kl. esculenta), bramborníček hnědý (Saxicola rubetra), volavka popelavá (Ardea cinerea)